# Gabor Gallai
Gabor Gallai (* 21. August 1979 in Hoyerswerda) ist ein deutscher Fußballtrainer.
Als Spieler war Gabor Gallai für den FC Lausitz Hoyerswerda, den FC Zuzenhausen und den SC Olympia Neulußheim aktiv. In Neulußheim wurde er anschließend auch Trainer der Herrenmannschaft. Dieses Amt übte er ab 2015 zwei Jahre lang parallel zur dann aufgenommenen Tätigkeit als Co-Trainer bei den Bundesliga-Fußballerinnen der TSG 1899 Hoffenheim aus. 2017 wurde er hauptamtlich in Hoffenheim eingestellt. Am Förderzentrum in St. Leon-Rot war er für Videoanalysen und individuelle Trainingseinheiten verantwortlich.
Ab der Saison 2020/21 übernahm Gallai den Posten als Cheftrainer der TSG-Frauen. Er folgte damit dem langjährigen Amtsinhaber Jürgen Ehrmann.
Am 20. Dezember 2022 trennte sich die TSG von Gallai. Seine Co-Trainerin Nadine Rolser trat als Interimslösung seine Nachfolge an.
Nach der Winterpause 2023/24 übernahm er das Frauenteam des Grasshopper Club Zürich in der Schweizer Women’s Super League. Das Team beendete die Qualifikation auf dem 5. Rang und schied in den Playoffs im Viertelfinale aus. Im Dezember 2024, nach einem Jahr, trennte sich der Club von Gallai.